# Scar Tissue (autobiografia)
Scar Tissue è l'autobiografia di Anthony Kiedis (cantante dei Red Hot Chili Peppers); è stata scritta in collaborazione con Larry "Ratso" Sloman.
Nella biografia del vocalist dei Red Hot Chili Peppers, Anthony Kiedis ci racconta tutta la sua vita, dalla nascita fino al periodo della sua disintossicazione definitiva, ossia dopo Californication. Molto interessante è l'inizio della storia, ossia dall'incontro dei nonni, al matrimonio dei genitori, per poi arrivare alla nascita di Anthony. Vengono narrate anche le avventure del padre, John Kiedis, rivelando così la sua incontrollabile personalità, la quale sarà determinante per la futura maturazione del figlio dopo il trasferimento in California. 
Nel libro vengono descritte in maniera molto dettagliata e spesso pesante le principali situazioni che il protagonista affrontò durante la giovinezza, e che comunque caratterizzarono gran parte della sua vita: la droga ed il sesso.
Non mancano però momenti di grande intensità. Le vicende che si susseguono sono talvolta esilaranti o comunque fuori delle righe. Ma nonostante ciò vi sono anche momenti di grande commozione. 
Man mano che l'artista scrive si assiste ad un aumento delle riflessioni sulla sua vita e anche ad una diminuzione dei racconti legati al sesso che spesso risultano pesanti. Va considerato che tutto ciò che vi è nel libro è molto importante, poiché permette di capire la psicologia del personaggio, del protagonista, la quale non risulta mai statica. Attraverso la narrazione si possono poi capire i meccanismi della band nel comporre i propri brani, ma soprattutto ciò che ha permesso la nascita di testi quali Under the Bridge, Scar Tissue o Californication.

## Edizioni
- Anthony Kiedis, Larry Sloman, Scar Tissue, traduzione di Giuliana Picco, collana Strade blu, Mondadori, 2005,  p. 453, ISBN 88-04-53164-9.